# Lagran
Lagran és un municipi d'Àlaba, de la Quadrilla de Mendialdea. El municipi està format per tres pobles, que al seu torn formen concejos: Lagran, capital i principal població del municipi; Pipaon i Villaverde.

## Geografia
Lagran és en una vall en el qual neix el riu Ega. La part baixa de la vall aquesta ocupada per cultius de patata, cereal, etc. En les zones marginals de la vall neixen frondosos boscos, de fajos en la zona sud i de roures i castanyers, etc. cap al nord. Hi ha abundància de senglars, caça menor i té especial importància la "passa de colomes" 

## Història
L'origen de la Lagrán és incert, se sap que existia ja en l'any 1165. En 1515 ja tenia rang de Vila. Cap a la segona meitat del segle xv va passar de pertànyer del Regne de Navarra al de Castella. Lagrán, juntament amb el seu llogaret de Villaverde va formar part de les "Terres del Comte de Salinas" i posteriorment als seus successors els "Ducs d'Hijar" 